# Terndrup Sygehus
Terndrup Sygehus var et sygehus i Terndrup. I 1991 overgik sygehuset til rehabiliteringssygehus under Hobro Sygehus og i 2008 blev også dette sygehus helt lukket ned, hvorefter sygehuset stod tomt. Bygningerne blev i 2009 sat til salg for 3,8 millioner kroner.
I 1890 begyndte borgere i Terndrup at bygge sygehuset. Det blev på hele 5.500 kvadratmeter og taget i brug i 1892. Byggeriet kostede 36.000 DKK. Det var efter datidens byggeskik et godt og solidt byggeri i gule teglsten.

## Nedrivning
kom det frem at Region Nordjylland ikke længere troede på, at grunden kunne sælges med bygningerne på. Den 23. oktober 2013 blev det vedtaget at sygehuset skulle nedrives.
Først i august 2014 begyndte nedrivningen af det 120 år gamle sygehus i Terndrup. I januar 2015 blev nedrivningen afsluttet.
Sygehusgrunden skal erstattes af ældreboliger og en ny rutebilstation i byen. Grunden er nabo til Mølleskoven og ligger centralt i Terndrup by.